# Coschütz
Coschütz är en stadsdel i Dresden i Sachsen, Tyskland.
Byn Coschütz nämndes första gången 1284 och anslöts till Dresden 1921.